# 10rder
『10rder』（ワンオーダー）は吉田仁美のベスト・アルバム。2018年6月29日に日本コロムビアから発売された。

## 概要
吉田が歌手デビューして10周年になったのを記念して制作されたベスト盤で、アルバムリリースは2014年の『.htm』以来4年ぶりとなる。アルバムタイトルは「お願い」や「10のべき乗」を意味する「order」を元に「10」をあわせており、そのためアルファベットの「o」が数字の「0」になっている。
前作『.htm』に未収録だった楽曲も収録されており、特にレーベルが異なる「プリキュアシリーズ」のエンディングテーマ4曲をはじめ、配信限定である『いとしのムーコ』の主題歌、本作と同じ2018年に発表された『快盗戦隊ルパンレンジャーVS警察戦隊パトレンジャー』の主題歌とパトレンジャーのテーマソング、今回初めて担当歌手が吉田であることが明かされた『普通の女子校生が【ろこどる】やってみた。』劇中歌「魚心くんソング」のオリジナルバージョンなどが収録されている。また、このアルバムのための新曲として「a little star」を収録、『うたっておどろんぱ!』で歌のお姉さんをやっていた時期に成長させてくれたという大森俊之と吉田の楽曲を多数手がけている三浦誠司によるバラードナンバーとなっている。

## 収録内容
| #         | タイトル | 作詞           | 作曲           | 編曲                    | 時間  |
| --------- | --- | -------------- | -------------- | ----------------------- | ----- |
| 1.        | 「KI-ZU-NA〜遥かなる者へ」(『我が家のお稲荷さま。』OP、歌：ヒトミソラ)                                                                         | 松井五郎       | 大川茂伸       | 藤田淳平                | 4:06  |
| 2.        | 「ハートの確率（Main Vocal Hitomi）」(『そらのおとしものf』OP、歌：blue drops［吉田仁美、イカロス（早見沙織）］)                               | 岩里祐穂       | 古賀友彌       | 草野よしひろ            | 4:18  |
| 3.        | 「この空の向こう」(『ドキドキ!プリキュア』前期ED)                                                                                              | 利根川貴之     | Dr.Usui        | Dr.Usui・利根川貴之     | 3:47  |
| 4.        | 「イェイ!イェイ!イェイ!」(『スマイルプリキュア!』前期ED)                                                                                       | 実ノ里         | 高取ヒデアキ   | 斎藤悠弥                | 3:50  |
| 5.        | 「Chase You Up!パトレンジャー」(『快盗戦隊ルパンレンジャーVS警察戦隊パトレンジャー』パトレンジャーテーマソング)                                | 藤林聖子       | 高木洋         | 高木洋                  | 3:50  |
| 6.        | 「奇跡〜I believe in you〜」(『我が家のお稲荷さま。』挿入歌、歌：ヒトミソラ)                                                                   | イズミカワソラ | イズミカワソラ | イズミカワソラ、 山崎燿 | 4:45  |
| 7.        | 「Go My Way」(『デジモンアドベンチャー tri.』キャラクターソング、歌：太刀川ミミ（CV：吉田仁美）)                                               | Junxix         | 渡辺未来       | 渡辺未来                | 3:35  |
| 8.        | 「SUKI!SUKI!SUKI!」(『テレビアニメ いとしのムーコ』OP、歌：ムーコ（吉田仁美）)                                                                 | 石川絵理       | 渡部チェル     | 渡部チェル              | 3:42  |
| 9.        | 「魚心くんソング（幻のオリジナル・ヴァージョン）」(『普通の女子校生が【ろこどる】やってみた。』イメージソング、歌：大空みゆき)                 | 武田城以       | 武田城以       | 滝澤俊輔                | 4:16  |
| 10.       | 「SECOND（Main Vocal Hitomi）」(『劇場版 そらのおとしもの 時計じかけの哀女神』主題歌、歌：blue drops)                                          | 三浦誠司       | Asu            | 梅堀淳                  | 4:31  |
| 11.       | 「プリキュア・メモリ」(『ハピネスチャージプリキュア!』前期ED)                                                                                  | 只野菜摘       | 小杉保夫       | Dr.Usui                 | 3:42  |
| 12.       | 「満開*スマイル!」(『スマイルプリキュア!』後期ED)                                                                                              | 六ツ見純代     | 高取ヒデアキ   | 籠島裕昌                | 3:41  |
| 13.       | 「帰るから（Piano Version）」(『そらのおとしものf』ED、歌：blue drops)                                                                         | 三浦誠司       | 糀谷拓土       | 水谷広実                | 4:45  |
| 14.       | 「Utopia Blue」(『パチスロ そらのおとしものフォルテ』使用曲、歌：blue drops)                                                                   | 三浦誠司       | 三浦誠司       | 滝澤俊輔、岡野祐次郎    | 5:43  |
| 15.       | 「Ring My Bell（Main Vocal Hitomi）」(『そらのおとしもの』OP、歌：blue drops)                                                                  | 岩里祐穂       | 橋本由香利     | 橋本由香利              | 4:23  |
| 16.       | 「a little star」 | 三浦誠司       | 大森俊之       | 大森俊之                | 5:52  |
| 17.       | 「ルパンレンジャーVSパトレンジャー」(BONUS TRACK、『快盗戦隊ルパンレンジャーVS警察戦隊パトレンジャー』OP、歌：Project.R（吉田達彦、吉田仁美）) | 藤林聖子       | 高木洋         | 高木洋                  | 3:42  |
| 合計時間: | 合計時間: | 合計時間:      | 合計時間:      | 合計時間:               | 72:27 |